# Michael Ansara
Michael George Ansara (Síria, 15 de abril de 1922 – Calabasas, California 31 de julho de 2013) foi um ator norte-americano.
Sua família emigrou para os Estados Unidos quando ele tinha dois anos de idade. Iniciou a carreira artística atuando no seriado de TV Broken Arrow de 1956. Interpretou muitos personagens étnicos, indígenas principalmente. Na citada série de TV ele foi Cochise, cacique indígena. Participaria de outros seriados como convidado, como em I Dream of Jeannie, Perry Mason, The Untouchables e Buck Rogers in the 25th Century.
Foi em Star Trek que Ansara interpretaria seu personagem mais memorável, o líder klingon Kang. Foi um dos poucos atores a atuar com o mesmo pesonagem  em  três séries da franquia: Star Trek (série original), Star Trek: Deep Space Nine e Star Trek: Voyager.
Foi casado por três vezes: Jean Byron (1955–1956), Barbara Eden (1958–1974) e Beverly Kushida (1977–2013).
Ansara morreu em 31 de julho de 2013, aos 91 anos, vítima de complicações causadas pelo Mal de Alzheimer.

## Filmografia parcial
- 1952 - Yankee Buccaneer
- 1954 - Princess of the Nile
- 1955 - Abbott and Costello Meet the Mummy
- 1961 - Os Comancheros
- 1961 - Voyage to the Bottom of the Sea
- 1965 - A Maior História de Todos os Tempos
- 1969 - Guns of the Magnificent Seven
- 1974 - It's Alive
- 1976 - The Message
- 1998 - Batman & Mr. Freeze: SubZero
- 1999 - Batman do Futuro

## ligações externas
- Michael Ansara. no IMDb.